# Onésime et le Drame de famille

Onésime et le Drame de famille est un film muet français réalisé par Jean Durand et sorti en 1914.

## Résumé
Un courrier prévient Onésime que sa famille débarquera chez lui pour une semaine afin de découvrir sa nouvelle maison. Et c'est alors un défilé de cousins, cousines, tante... qui envahissent chambres et salons, semant la perturbation dans sa vie bien tranquille. Mais cela n'était qu'un rêve...

## Fiche technique
- Réalisation : Jean Durand
- Opérateur : Paul Castanet
- Production : Gaumont
- Format : muet - Noir et blanc - 1,33:1 - 35 mm
- Métrage : 169 m
- Genre : comédie
- Éditions : CCL
- Durée : 169m, pour une version en DVD de 6 minutes 50
- Programme : 4612
- Sorti le 24/04/1914

## Distribution
- Ernest Bourbon : Onésime + tous les autres membres de sa famille
- Gaston Modot : La cousine avec des nattes (travesti, à la fin du film)
- Mademoiselle Davrières : Une autre cousine (à la fin du film)
- Edouard Grisollet : La tante (travesti, à la fin du film)
- (?) : Le domestique d'Onésime